# Каменск Уралски
Каменск Уралски (на руски: Каменск-Уральский) е град на областно подчинение в Свердловска област, Русия.
Населението на града през 2014 година е 171 483 души.

## История
Селището е основано през 1682 или 1701 година, получава статут на град през 1935 година. Имената му са Каменский завод и Каменск до 1940 г.